# Vladimir Sperber
Vladimir Sperber (Zagabria, 29 gennaio 1934 – Roma, 27 ottobre 2015) è stato uno storico italiano.

## Biografia
Studioso del Risorgimento italiano, dal 1970, per oltre quarant'anni, ha coordinato la sezione revisione del Dizionario biografico degli italiani curato dall'Istituto dell'Enciclopedia Italiana, iniziato nel 1925 e non ancora completato.
Vladimiro Sperber compare ininterrottamente nei frontespizi del DBI dal vol. XI al LXXV (1969-2011), in modo però diverso a seconda delle diverse denominazioni e del progressivo coinvolgimento. 
In particolare:
- XI-XV: compare tra i Revisori, in ordine alfabetico;
- dal vol. XVI (1973) la struttura di sostegno assume la denominazione di Coordinamento, ricerche bio-bibliografiche e revisione (genericamente chiamata revisione), che mantiene fino al vol. LXXIV;
- dal vol. XVI la struttura non ha divisioni interne e Vladimiro Sperber vi compare in ordine alfabetico;
- dal vol. XXXIII (1987) l'elenco degli addetti è separato a gruppi da un trattino e Vladimiro Sperber compare per primo, cioè come responsabile del coordinamento;
- dal vol. LI (1998) e fino al LXXIV (2010) Vladimiro Sperber compare per primo, cioè fuori ordine alfabetico, e seguito dal solo trattino dell'elenco; gli è cioè riconosciuta la responsabilità dell'intera revisione;
- nel vol. LXXV (2011) compare in ordine alfabetico nella denominazione Ricerche bio-bibliografiche e revisione.

Secondo quanto riportato sul volume XXXV (indici A-C) e sul CMS Treccani, le voci de Il Dizionario biografico degli italiani scritte e firmate direttamente da Vladimiro Sperber sono le seguenti:
- Borbone, Carolina, Ferdinanda Luisa di, duchessa di Berry;
- Bottone di San Giuseppe, Alessandro;
- Broglio d'Ajano, Saverio Latino;
- Busi, Giovanni Clemente;
- Carrascona, Michele;
- Castellalfero, Paolo Giovacchino Carlo Luigi Amico conte di;
- Cimitile, Fabio Albertini principe di;
- Cisterna, Emanuele dal Pozzo principe della;
- Di Somma, Tommaso;
- Mastrilli, Marzio;
- Mormile, Ottavio;
- Olini, Giovanni Paolo;
- Olivier (Olivieri) Poli, Gioacchino Maria;
- Ornato, Luigi;
- Oroboni, Antonio Fortunato.

| Controllo di autorità | VIAF (EN) 564159474178027661219 · ISNI (EN) 0000 0003 6768 784X · BAV 495/351450 · GND (DE) 1020251816 |